# Valkyrie Drive
Valkyrie Drive (ヴァルキリードライヴ, Varukirī Doraivu)  é uma franquia de mídia japonesa criada pela Marvelous, que foi anunciada na convenção AnimeJapan em março de 2015. A franquia consiste em três projetos: Mermaid (マーメイド, Māmeido), uma série de televisão em anime produzida pela Arms Corporation, que foi ao ar no Japão entre outubro e dezembro de 2015; Bhikkhuni (ビクニ, Bikuni), um jogo PlayStation Vita lançado em 10 de dezembro de 2015 no Japão com um lançamento no ocidente em 2016 e uma versão do Microsoft Windows em 2017; e Siren (セイレーン, Seirēn), um jogo social para dispositivos iOS e Android lançado em dezembro de 2015.

## Mídia

### Jogos eletrônicos
Valkyrie Drive: Bhikkhuni foi desenvolvido pela Meteorise para o PlayStation Vita e foi lançado no Japão em 10 de dezembro de 2015. O PQube lançou o jogo na Europa em 30 de setembro de 2016 e na América do Norte em 11 de outubro de 2016. O jogo teve recepção negativa na Alemanha e Austrália. Valkyrie Drive: Siren, um jogo social, foi lançado para dispositivos iOS e Android em dezembro de 2015. Mais tarde, foi encerrado em 7 de julho de 2016.

### Anime
Valkyrie Drive: Mermaid foi produzido pela Arms Corporation e exibido no Japão entre 10 de outubro de 2015 e 26 de dezembro de 2015, recebendo uma transmissão sem censura no AT-X. O tema de abertura é "Overdrive", de Hitomi Harada, enquanto o tema final é "Super Ultra Hyper Miracle Romantic" (スーパーウルトラハイパーミラクルロマンチック, Sūpā Urutora Haipā Mirakuru Romanchikku), por Yuka Iguchi e Mikako Izawa. A série é licenciada para transmissão na América do Norte pela Funimation, enquanto a Madman Entertainment transmite o anime pelo AnimeLab na Austrália. No Reino Unido, a série cessou a transmissão devido a uma infração da Lei de Gravação de Vídeo de 1984.[carece de fontes?]

### Mangá
A franquia gerou duas séries de mangá. Valkyrie Drive: Siren — Breakout, um webmangá ilustrado por Ayase, começou a serialização no Famitsu Comic Clear em novembro de 2015. Uma adaptação de Valkyrie Drive: Mermaid ilustrada por Yuztan começou a serialização na revista Comp Ace da Kadokawa Shoten em dezembro de 2015.